# 黒いパンプス
「黒いパンプス」（くろいパンプス）は、1982年1月18日に発売された麻倉未稀の2枚目のシングル。発売元はキングレコード。

## 概要
表題曲「黒いパンプス」は、シティポップ路線の楽曲。作者であるいわさきゆうことは、その後今井美樹の楽曲をはじめ数多くのヒット曲の作詞を手掛ける岩里祐穂の旧名。
B面曲「涙のBirthday Card」は1stアルバム『SEXY ELEGANCE』からのシングル・カットで、麻倉本人が作詞を担当している。
2014年3月26日にはMEG-CDの取り扱いが開始された。

## 収録曲
1. 黒いパンプス
作詞・作曲: いわさきゆうこ / 編曲: 瀬尾一三
2. 涙のBirthday Card
作詞: 麻倉未稀 / 作曲: 高瀬政彦 / 編曲: 瀬尾一三